# Акита (префектура)
А́кита (яп. 秋田県 Акита-кэн) — префектура в северной части Японии, которая находится в регионе Тохоку. Административный центр префектуры — город Акита. Площадь префектуры составляет 11 636,28 км², население — 1 038 364 человека (1 августа 2014), плотность населения — 89,24 чел./км².
Основой экономики является сельское хозяйство, машиностроение, торговля, туризм. На территории префектуры расположены горы Сираками, покрытые первобытными буковыми лесами, объект Всемирного наследия ЮНЕСКО. Префектура удалена от основных политико-экономических центров Японии, что способствовало консервации многих форм японской материальной и духовной культуры, которая исчезла под натиском средневековой китаизации или вестернизации нового времени. В частности, именно жители Акиты сохранили наибольшее количество народных песен. Префектура также известна белолицыми «акитскими красавицами», которых традиционно считают самыми красивыми женщинами в Японии, и породой собак Акита-ину.

## География
Префектура Акита расположена в северной части острова Хонсю, на северо-западе региона Тохоку. Она граничит на севере с префектурой Аомори, на востоке — с префектурой Иватэ, а на юге — с префектурами Мияги и Ямагата. На западе Акита омывается водами Японского моря.
По площади территории показателю префектура занимает 6-е место в стране среди других префектур.
В префектуре Акита преобладает гористый рельеф. Высокие горы на востоке, покрытые хвойными и смешанными лесами, постепенно сменяются холмами на западе. Основными горными массивами являются горы Оу, Дэва, Тайхэй, Сираками и холмы Сасамори. В частности, горы Сираками, покрытые первобытными буковыми лесами, занесены в список Всемирного наследия ЮНЕСКО как ценный памятник природы.
Самая высокая точка префектуры — гора Тёкай, которую часто называют «акитской Фудзи».
В центральной части префектуры, в нижнем течении реки Омоно, находится равнина Акита. Вдоль северного и южного побережья лежат соответственно равнины Носиро и Хондзё. В горный местности лежат низины Одатэ, Такасу, Карин и Ёкотэ. По равнинам и низинам протекают реки, которые впадают в Японское море. Крупнейшими из них являются Ёнэсиро, Омоно и Коёси.
На западном побережье префектуры находится полуостров Ога, у основания которого лежит озеро Хатирогата. В своё время оно было вторым по величине озером Японии, но в 1967—1977 годах его частично осушили. Также в префектуре Акита расположено озеро Товада — уникальный водоём в кратере вулкана, Тадзава — самое глубокое озеро Японии глубиной 423,4 м, и крупное озеро Тайхэй.
На территории префектуры размещен ряд заповедников и парков различных уровней. Это Национальный парк вулканической гряды Товада-Хатимантай, субнациональные парки полуострова Ога, горы Тёкай и горы Курикома, а также 8 парков префектурного уровня. Кедровые леса, которым уже более 200 лет, и многочисленные рощи считаются одними из самых красивых зелёных уголков Японии.

### Климат
Для Акиты, как и всех остальных префектур страны, выходящих на побережье Японского моря, характерно большое количество осадков. Весной и осенью её заливают дожди, зимой заваливает снег. Такой климат объясняется местными географическими особенностями. Ветры с Японского моря, врываясь с запада в долины Акиты, оставляют здесь весь свой запас влаги, так как с остальных трёх сторон префектура окружена достаточно высокими горными цепями, которые не выпускают тучи.

### Рекреационный потенциал
Большую часть территории Акиты занимают национальные и префектурные природные парки и заповедники. Леса корейского кедра, которым уже больше 200 лет, и многочисленные луга занесены в туристические справочники как наиболее красивые зеленые уголки страны.
Расположенное в кратере древнего вулкана озеро Товада и озеро Тадзава (самое глубокое в Японии — 423,4 метра) считаются самыми красивыми в Японии. Ещё одно большое озеро — Хатирогата, второе по величине в Японии, было осушено после войны, с целью создания рисовых полей — в условиях нехватки продовольствия это казалось хорошей мерой. В созданное на месте бывшего озера село Огата со всей страны были собраны лучшие фермеры-рисоводы, им выделялась земля под рисовые поля.

## История
Территория современной префектуры Акита была заселена в позднем палеолите. В течение периода Дзёмон (10 000 до н. э. — 300 год) местное население создало собственную культуру охотников и собирателей. Носители этой культуры вели традиционный образ жизни до 6 века, пока не столкнулись с политико-хозяйственной экспансией Ямато — молодого японского государства. Жители Ямато называли автохтонов «эмиси» и пытались подчинить их власти своего правителя.
В 733 году завоеватели перенесли на земли современной префектуры форт Дэва и дали ему новое имя — замок Акита. В нём размещалась японская администрация, задачей которой было умиротворение местных племён. Земли современной Акиты были включены в состав провинции Дэва, за исключением северо-восточной части, которая впоследствии была инкорпорирована в состав провинции Муцу. Для японцев господство на новоосвоенных землях не проходило спокойно: в 878 и 939 годах вспыхивали крупные восстания эмиси, в результате которых замок Акита несколько раз сжигался. Однако с X века для укрепления своего господства японская власть повела курс на включение вождей эмиси в состав японской знати и их руками окончательного подчинила себе весь регион Тохоку.
С ослаблением центрального правительства в XI веке во всей Японии начали формироваться самурайские общины, которые фактически контролировали ситуацию в регионах. На территории современной Акиты это были происходившие из эмиси самурайские роды Абэ и Киёхара. Однако после междоусобиц 1051—1062 и 1083—1087 годов, вместо них власть во всем регионе захватил род Фудзивара. Контроль над землями Акиты он поручил своим вассалам — мелким самурайским родам Кавати, Окава и Юри.
В конце XII века, с установлением Камакурского сёгуната, сёгунский род Минамото подчинил себе земли Акиты и передал их своим личным вассалам — родам Нарита, Або, Акимото, Нара, Татибана, Асари, Хирага и Онодэра. Владения старой знати были конфискованы, и только роду Юри удалось отстоять свои земли. Такой порядок продолжался до второй половины XVI века, когда большинство самурайских семей было объединено под руководством рода Андо.
В XVII веке, в результате битвы при Сэкигахаре и установки сёгуната Эдо, была изменена политико-административная карта Японии. Большинство древних родов Акиты потеряли свои владения и были переведены в провинцию Хитати. На их место, в качестве наказания, был поставлен род Сатакэ, который стал хозяином автономной административной единицы княжество Кубота. Основой её экономики была добыча железной руды, меди и продажа древесины криптомерий. Кроме этого княжества, существовали и меньшие — Камэда рода Иваки и Хондзё рода Хонго.
После реставрации прямого императорского правления в Японии в 1871 году провели административную реформу. На территории современной Акиты образовали 6 префектур, которые 13 декабря 1871 года объединили в одну — префектуру Акита. Центром новой административной единицы стал посёлок Кубота, который с 1889 года получил статус города и был переименован в Акиту.
В конце 19 — первой половине 20 века Акита оставалась преимущественно сельскохозяйственной префектурой, хотя её также затронула индустриализация общегосударственного масштаба. В 1901 году в центре построили префектурную электростанцию, а в 1905 и 1924 годах проложили железнодорожные пути, которые соединили Акиту с другими префектурами региона Тохоку. В 1935 году на территории префектуры Акита нашли нефть, что стало толчком для разработки нефтяных месторождений района Ябасэ. Однако хозяйственное развитие было приостановлено вступлением в Японии во Вторую мировую войну. Немало выходцев из префектуры погибли на её фронтах, а район Цутидзаки города Акита пострадал от бомбардировок авиации США.
Вторая половина 20 века отметилась возрождением экономики и демократизацией общественной жизни. В 1947 впервые на всеобщих выборах жители префектуры выбрали префекта Акиты. В 1961 году был построен аэропорт Акита, а в 1997 году открыта скоростная железная дорога синкасэн и скоростная автострада Акита.

## Экономика
По состоянию на 2005 год валовой внутренний продукт префектуры Акита составляет около 3,7 триллиона иен. Доля экономики префектуры в хозяйстве страны составляет 1 %.
Традиционно первичный сектор — сельское хозяйство и лесничество — имеет большой удельный вес в экономике Акиты. Префектура известна на всю Японию выращиванием первоклассного риса сорта акита-комати, кур и рыб-волосозубов (Arctoscopus japonicus), а также высококачественной древесиной. Также значительную долю в экономике Акиты занимает третичный сектор — в меньшей степени торговля и коммерция, а в большей — услуги, связанные с государственно-административной работой. Вторичный сектор экономики в сравнении с другими префектурами развит слабо, однако в XXI веке стало развиваться производство электротоваров.

### Первичный сектор экономики
В префектуре Акита находится более 60 тысяч сельскохозяйственных дворов, на которых занято свыше 91 тысяча человек. Около 59,5 % прибыли от сельскохозяйственной продукции, производимой в префектуре, приходится на рис. По объёмам его урожая Акита занимает 3-е место в Японии. На долю молочно-мясного производства приходится 16 % прибыли, на овощное производство — 14,2 %, а на фруктовое, в котором преобладает выращивание яблок, — 4,6 %. Благодаря большим урожаям риса развито производство качественного сакэ.
Лесничество также занимает важное место в хозяйстве префектуры. Лесные площади Акиты составляют более 833 тысяч га, из которых собирают около 703 тысяч м3 древесины. Это 7-й показатель по количеству собранной древесины в Японии. Главным экспортным товаром является криптомерия японская. Кроме вывоза древесины важной отраслью лесничества является выращивание грибов грифолы курчавой и шиитаке.
Наряду с сельским хозяйством и лесничеством в меньшей степени развито рыболовство. В нём занято около 1 300 человек, которые ежегодно вылавливают более 10 000 т рыбы. Ведущей морской культурой является японский волосозуб (Arctoscopus japonicus), разведением которого активно занимаются с 1992 года. Кроме этого, Акита поставляет на японский рынок крабов, моллюсков, камбал и красных пагров.

### Вторичный сектор экономики
В Аките находится около 2 346 промышленных предприятий, на которых занято свыше 76 тысяч человек. С конца 1990-х гг в промышленности вырос удельный вес производства электротоваров, электроприборов и запчастей. На 2006 год доля этой отрасли от общей прибыли всех промышленных предприятий префектуры составила около 42 %. Менее развитыми являются отрасли машиностроения, пищевой и деревообрабатывающей промышленности. Горное дело и добыча нефти, которые приносили прибыль Аките в течение XX века, сейчас находятся в полном застое из-за незначительных остатков руд и нефти в регионе.
В префектуре также изготавливают традиционные изделия, которые остаются характерными именно для этих земель на протяжении нескольких столетий. Это ювелирные изделия из тонких серебряных нитей (яп. 秋田銀線細工, あきたぎんぜんざいく акита гинсэн сайку), лакированные круглые подносы и посуда «одатэ» из акитского кедра (яп. 大館曲げわっぱ, おおだてげわっぱ одатэ магэ-ваппа), лакированные деревянные изделия «кавацура» с золотыми инкрустациями (яп. 川連漆器, かわつらしっき кавацура сикки), «каба» — деревянные шкатулки и другие изделия, облицованные корой вишневого дерева (яп. 樺細工, かばざいく каба сайку) и бочки из криптомерии (яп. 秋田杉桶樽, あきたすぎおけたる акита-суги окэтару). Существует огромный спрос на шелковые ткани «хатидзэ», которые изготавливаются вручную по старинным методам.

### Третичный сектор экономики
В префектуре Акита зарегистрировано свыше 17 тысяч коммерческих магазинов. Количество занятых в них составляет более 98 тысяч человек. Общий объём продаж на этих предприятиях в 2004 году составил более 26,260 миллиардов иен.

## Административно-территориальное деление
В префектуре Акита расположено 13 городов и 6 уездов (9 посёлков и три села).

### Города
Список городов префектуры:
- Акита;
- Дайсен;
- Йокоте;
- Кадзуно;
- Катагами;
- Китаакита;
- Никахо;
- Носиро;
- Ога;
- Одате;
- Сембоку;
- Юдзава;
- Юрихондзё.

### Уезды
Посёлки и сёла по уездам:
- Кадзуно;
  - Косака;
- Китаакита;
  - Камикоани;
- Ямамото;
  - Митане;
  - Фудзисато;
  - Хаппо;
- Минамиакита;
  - Годзёме;
  - Икава;
  - Огата;
  - Хатирогата;

|valign="top"|
- Сембоку;
  - Мисато;
- Огати;
  - Уго
  - Хигасинарусе.

## Культура
Два-три раза в месяц в разных местах префектуры и в разных храмах проводятся традиционные праздники-карнавалы «мацури».
Особенно богат на такие праздники февраль, когда работа на селе замирает. В этот месяц в городке Нисики проводится праздник бумажных фонариков, в городе Одате — ярмарка местных кондитерских изделий «амэкко», в Ога — фестиваль Намахагэ Сэдо (танцующего демона), в Какунодатэ и Ёкотэ — праздник Хибури Камакура (для детей строят из снега дома, похожие на эскимосские, где они едят сладости), в городе Рокуго — соревнования «такэути» (фехтование бамбуковыми палками), в Юдзава — шоу собак породы Акита.

## Символика
- Эмблема префектуры

Эмблема префектуры Акита — стилизованное изображение знака ア (а) силлабической японской азбуки катакана, с которой начинается слово «Акита» (アキタ), название префектуры. Эмблема олицетворяет скачкообразное развитие Акиты. Этот префектурный символ был утверждён префектурным постановлением от 3 ноября 1959 года. Иногда эмблема префектуры называется «префектурным гербом».
- Знак-символ префектуры

Отдельный знак-символ префектуры Акита отсутствует. Как правило, эмблема используется как знак-символ префектуры.
- Флаг префектуры

Положение о флаге префектуры Акита было утверждено вместе с эмблемой префектуры в 1959 году. Согласно ему, горизонтальная сторона флага составляет 2 м, а вертикальная — 1,4 м. В центре размещается эмблема префектуры. Цвет флага — киноварно-коричневый, а эмблемы — белый.
- Дерево префектуры

Местная криптомерия японская (Cryptomeria japonica) считается одним из самых красивых деревьев Японского архипелага. Она имеет качественную и прочную древесину. С 1966 года криптомерию утвердили деревом префектуры Акита.
- Цветок префектуры

Цветок-символ префектуры — цвет белокопытника японского (Petasites japonicus). Наибольших размеров это растение достигает именно в Аките. Его листья издавна использовали как заменитель зонта, а цвет — как овощное блюдо. В 1954 году белокопытник японский был утверждён цветком префектуры.
- Птица префектуры

Птицей-символом Акиты является медный фазан (Syrmaticus soemmerringii), эндемик Японского архипелага. Его можно встретить в основном в горных районах префектуры. Фазан был выбран птицей префектуры в 1964 году путём голосования жителей Акиты.
- Морской символ префектуры

Японский волосозуб (Arctoscopus japonicus) — типичная рыба для акватории Японского моря. Этот вид водится на глубине 250 м, а с наступлением зимы прибывает на нерест к берегам Акиты. Волосозуб утверждён морским символом префектуры в 2002 году.

## Известные жители
Кадзуси Сакураба — один из самых известных бойцов Pride FC, победивший Хойса Грейси, Квинтона Джексона, Кевина Рэндлмена и Кена Шемрока.
Хатико — собака, которая стала символом верности в Японии; псу установлен памятник на станции Сибуя.